# Oman britský

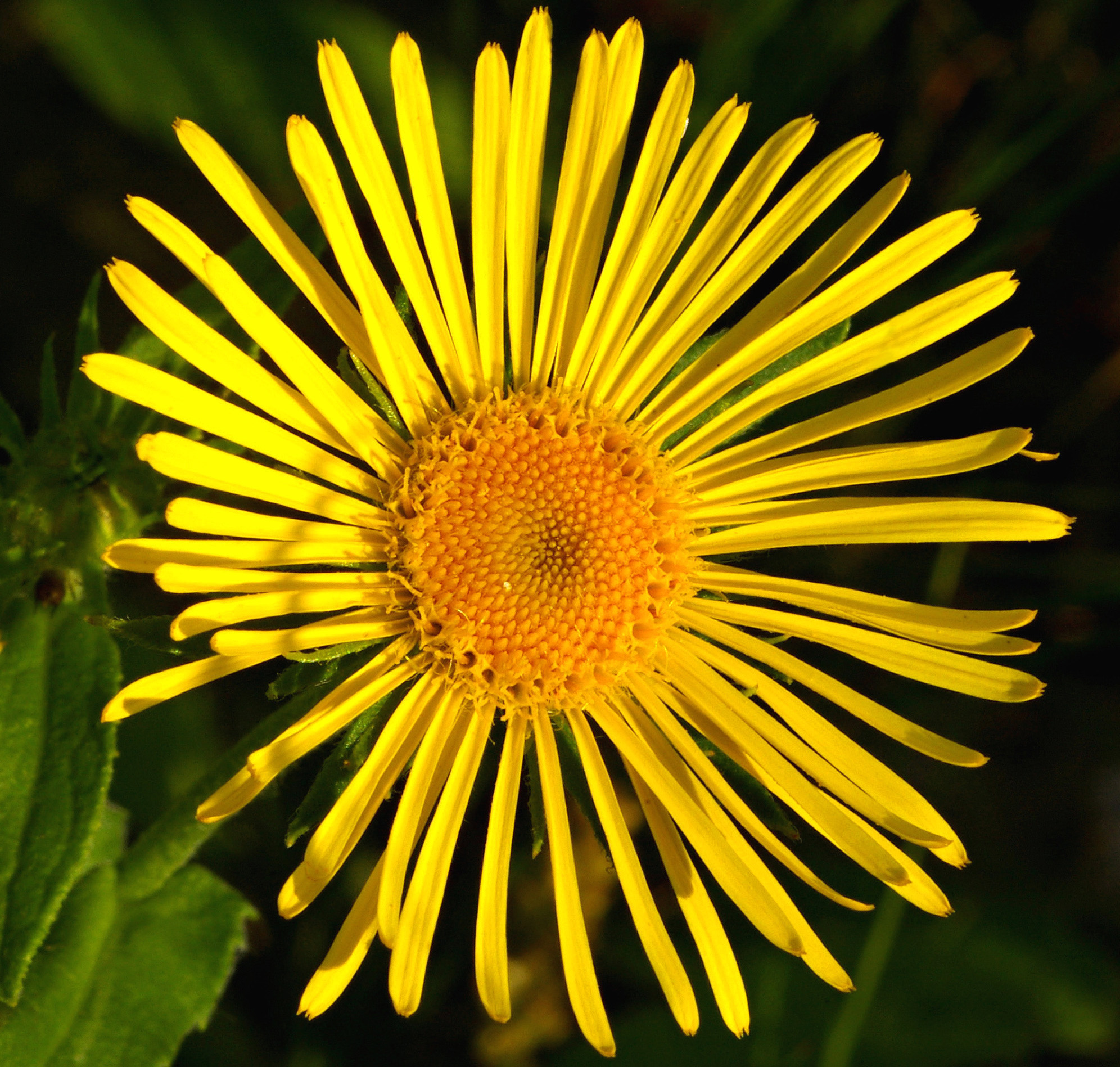
Úbor s rozkvetlými kvítky

Oman britský (Inula britannica) je středně vysoká, řídce rozložitá, dvouletá, planě rostoucí rostlina kvetoucí žlutými květy seskupenými do úborů, které mívají v průměru až 5 cm. Je rostlinou teplomilnou a vlhkomilnou, která za příhodných podmínek dokáže vytvořit husté kolonie. Své druhové jméno "britský" dostal omylem, na Britských ostrovech neroste.

## Rozšíření
Bylina je původní druh v Evropě a mírném pásmu Asie. Evropský areál je ze severu ohraničen polovinou Skandinávského poloostrova a z jihu Středozemním mořem. Dále roste od Španělska a Francie na západě až po Ural, Turecko a Kavkaz na východě. V Asii je dále rozšířen přes západní Sibiř až na ruský Dálný východ, po Střední Asii, Mongolsku, Číně, Íránu, Pákistánu i v severních himálajských oblastech Indie. Byl rozšířen i do Spojených států a Kanady.
V České republice je v teplých, nížinných oblastech dosti hojný. Do středních poloh vystupuje jen zřídka a to zejména na člověkem ovlivněná stanoviště, obvykle se tam vyskytuje jen přechodně. Téměř schází na Českomoravské vrchovině, na severní Moravě a v západních Čechách.

## Ekologie
Roste na vlhkých loukách, březích vodotečí nebo vodních nádržích, včetně narušovaných míst jako jsou okraje polních cest, náspy podél komunikací nebo i rumiště. Dobře snáší i mírně zasolená místa. Obvykle se vyskytuje na osluněných, minerálně bohatých, vlhčích stanovištích s vyšší hladinou spodní vody. Rozkvétá od počátku července do konce září. Ploidie druhu je 2n = 32.

## Popis
Dvouletá rostlina s lodyhou vysokou 20 až 70 cm, vyrůstající z větveného kořene. Vytváří často polykormony, takže je mnohde považována za rostlinu vytrvalou. Ze semene v prvém roce vyroste přezimující listová růžice s dlouze řapíkatými listy a z ní následujícího roku lodyha, která bývá v horní části větvená, krátce chlupatá, u báze někdy načervenalá a výše zelená. Lodyha je hustě porostlá čárkovitými, vespod krátce řapíkatými a výše přisedlými až poloobjímavými listy 20 až 50 × 5 až 10 mm velkými, které jsou na rubu hustě chlupaté. S nástupem kvetení listová růžice usychá.
Na vrcholu lodyhy roste v řídké chocholičnaté latě až osm žlutých úborů o velikost do 5 cm. Zákrov mají zelený, polokulovitý, čtyř až pětiřadý, jeho vnější listeny jsou podlouhlé, špičaté a dosahují zhruba do poloviny jazykovitých kvítků. Střední oboupohlavné trubkovité kvítky mají 5 mm korunu u báze srostlou a na vrcholu pěticípou. Vnější samičí kvítky rostoucí v počtu 40 až 70 v jedné řadě a mají asi 15 mm žlutou ligulu se třemi zuby. Plody jsou roztroušeně chlupaté, hnědé nažky až 1,5 mm dlouhé s jednořadým, paprsčitým chmýrem.

## Rozmnožování
Oman britský se na velké vzdálenosti šíří semeny, nažkami, která rozptyluje vítr. Dobře se také rozmnožuje svými kořeny, případně i jejich úlomky odplavovaných vodou. Na stanovišti obvykle rostliny vytvářejí kolonie až šesti rostlin spojených oddenky s mateční rostlinou. V české přírodě není obtížným plevelem, kdežto ve Spojených státech, kde byl zavlečen počátkem 20. století, se velmi rychle šíří a v roce 2010 byl zařazen na seznam invazních druhů.

## Galerie

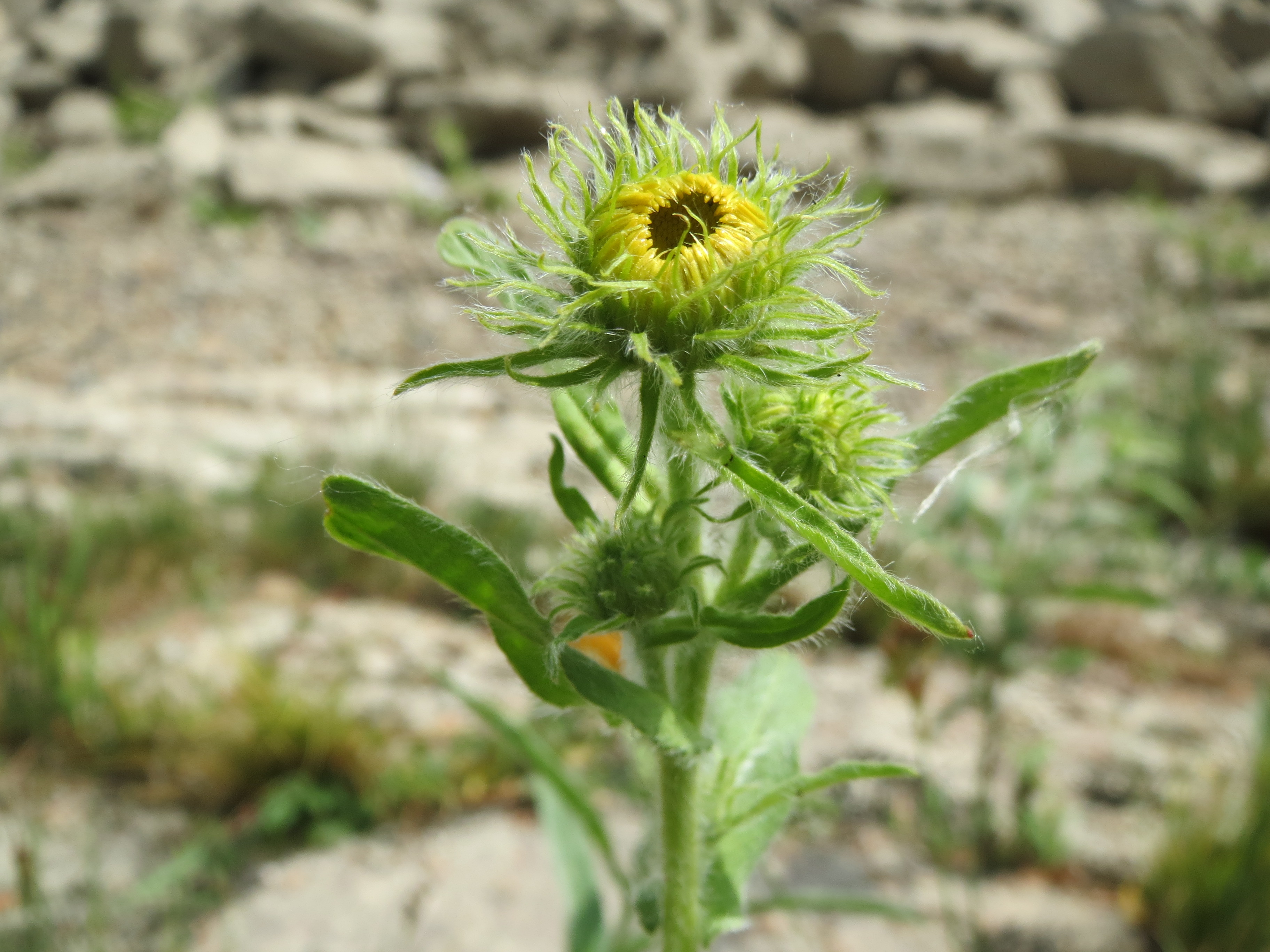
Před květem
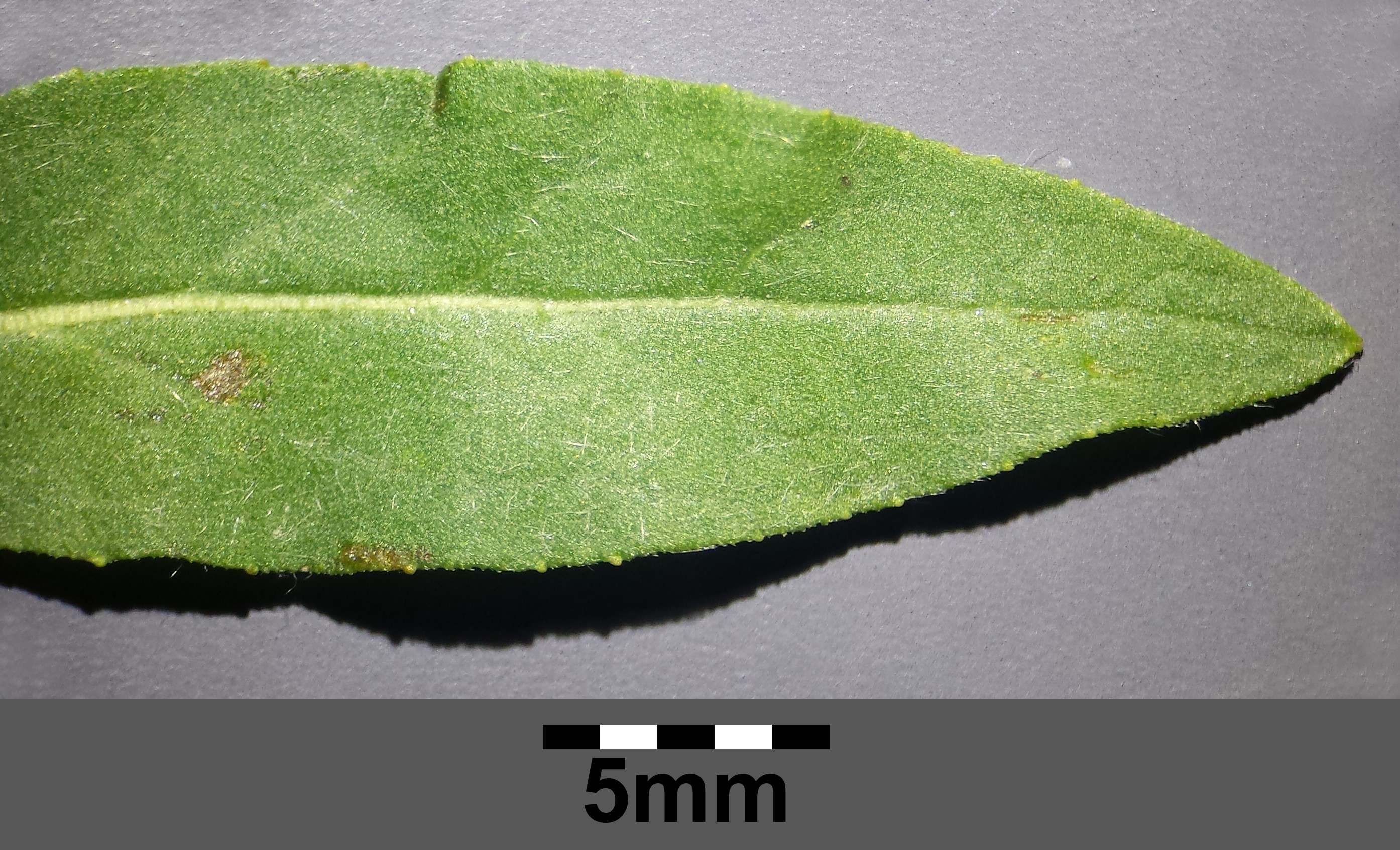
Spodní strana listu
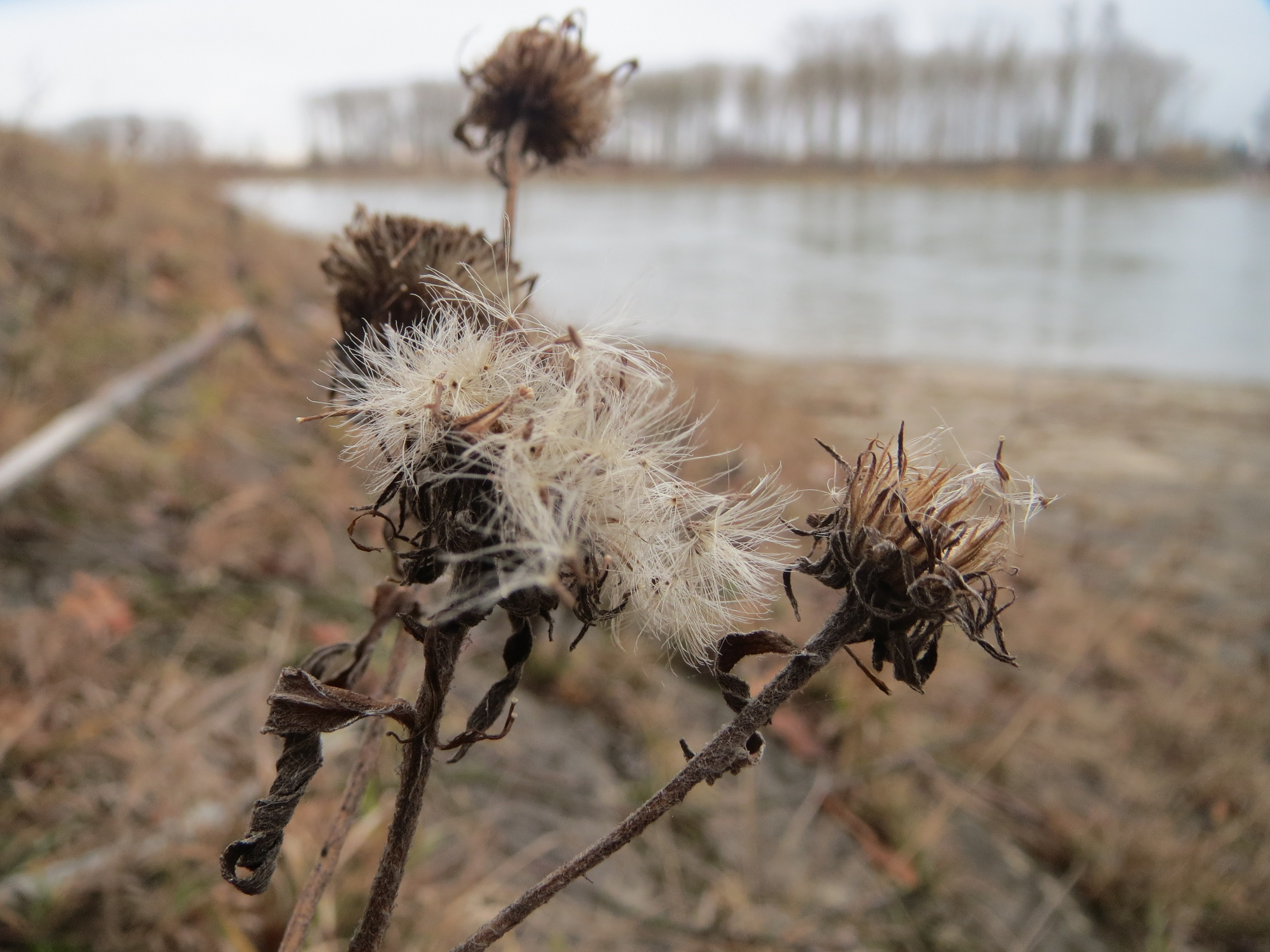
Nažky s chmýrem
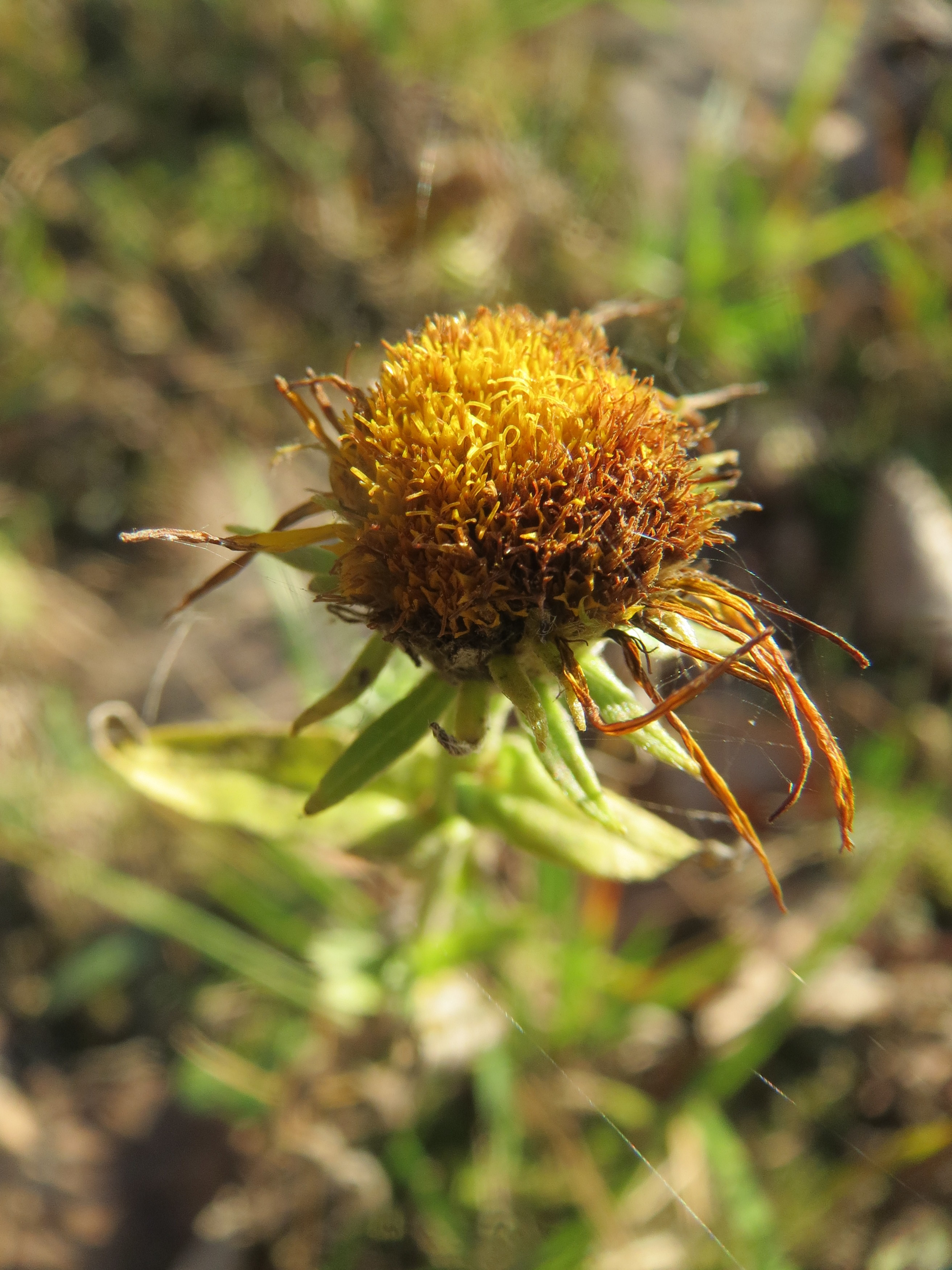
Odkvetlý úbor